# Józef Piątek (działacz robotniczy)
Józef Piątek, ps. Sęp, Edek (ur. 1889, zm. 16 listopada 1912 w Łodzi) – polski działacz anarchistyczny i socjalistyczny, kierownik łódzkiego oddziału PPS-FR oraz współzałożyciel Grupy Rewolucjonistów Mścicieli.

## Życiorys
Niewiele wiadomo na temat życia Józefa Piątka sprzed okresu działalności w Grupie Rewolucjonistów Mścicieli. Wiadomo, że urodził się w 1889, mieszkał ze swoimi rodzicami na Chojnach oraz pracował w zakładach Ludwika Geyera. Odznaczał się dużą inteligencją, był oczytany oraz znał dwa języki obce (rosyjski oraz francuski). Działał pod pseudonimem "Edek" w łódzkim oddziale bojowym PPS-FR, gdzie sprawował funkcję kierownika.
W sierpniu 1910 obawiając się aresztowania, Piątek wyjechał do Częstochowy, a następnie do Krakowa, gdzie ukrywał się w lokalu partyjnym zwanym Komuna. Tam spotkał się jednak z nieufnością ze strony innych członków, co zniechęciło go do dalszej aktywności w partii. Po paru dniach spotkał Antoniego Sukiennika, razem z którym zaczął publicznie poddawać krytyce działalność kierownictwa partii. Twierdził, że partia przywiązuje zbyt dużą wagę do kwestii niepodległości Polski, aniżeli sprawy robotniczej.
Okazało się, że Sukiennik buduje w Częstochowie własną organizację, Radę Socjalistyczno-Społeczną Organizacji Robotniczych. Zaproponował Piątkowi pokierowanie łódzkim oddziałem, na co ten się zgodził. W międzyczasie jednak kierownictwo PPS-FR dowiedziało się o planach Sukiennika i wydało na niego wyrok śmierci. Ten, żeby uniknąć egzekucji, oddał się w ręce policji i wydał wielu swoich byłych kolegów z partii. Kiedy Piątek się o tym dowiedział, odciął się całkowicie od niedoszłego towarzysza i postanowił samemu zorganizować w Łodzi grupę o podłożu antyinteligenckim oraz anarchistycznym.

### Grupa Rewolucjonistów Mścicieli
W październiku 1910 Piątek poznał Edwarda Dłużewskiego, który kierował niewielką grupą bojową. W następnym miesiącu Piątek zawiązał bliższą znajomość z grupą Dłużewskiego i zaproponował im utworzenie zdyscyplinowanej organizacji politycznej. Przyjęto wówczas nowych członków: Józefa „Kuternogę” Banaszczyka oraz Jakuba „Wacława” Drynię, Andrzeja Jacha, Aleksandra Jaszke, Stanisława Niednarkiewicza oraz Stefana Dębskiego. Na potrzeby nowej organizacji Piątek przekazał ukryty skład broni, jeszcze z czasów jego działalności w PPS. Przyjęto również dokument grupy pt. Program Rewolucyjnych Mścicieli.
Pierwszą znaną akcją Rewolucyjnych Mścicieli było zabicie dwóch strażników ziemskich, Gustawa Wende i Fiodora Jurczenkę, którzy wcześniej mieli dopuszczać się wielu szantaży na mieszkańcach Radogoszcza. Zamach przeprowadzono 2 listopada 1910 przy szosie prowadzącej w stronę Zgierza. Józef Piątek oraz Edward Dłużewski podeszli od tył do strażników i oddali w ich stronę po jednym strzale, a następnie jeszcze kilka razy do leżących ciał. Po tym położyli na zabitych kartkę z nazwą grupy i spokojnie odeszli.
Piątek był nieformalnym liderem grupy (razem z Edwardem Dłużewskim), który zajmował się przede wszystkimi sprawami programowymi, pisaniem listów oraz kwestiami logistycznymi. Po śmierci Dłużewskiego 16 kwietnia, zaczął również aktywniej działać w terenie. W czerwcu 1911 wyjechał do Częstochowy, gdzie pomagał Wojciechowi "Bitwie" Chlebnemu w organizacji oddziału.
12 grudnia 1911 współorganizował napad Mścicieli na pociąg pod Rogowem, w którym udało się zrabować kasetki zawierające 17 252 ruble. Przed samą akcją grupa wysłała napisany przez Piątka list z groźbami do łódzkiego policmajstra Riezanowa. Niedługo po tych wydarzeniach Piątek wyjechał do Krakowa, gdzie napisał odezwę, rozprowadzaną następnie w dużym nakładzie wśród robotników łódzkich. W grudniu 1911 zorganizował również w Krakowie oddział, który nawiązał kontakt m.in. ze środowiskiem skupionym wokół Augustyna Wróblewskiego.
Piątek przemieszczał się pomiędzy Krakowem, Częstochową a Łodzią w celu wsparcia działalności oddziałów Mścicieli w tych miastach. Jednak w sierpniu 1912 wyjechał z Częstochowy za ówczesną granicę państwową, do Katowic, ze względu na organizowane przez policję obławy. W Katowicach, razem z dwoma działaczami, napadł na bank, w czasie którego postrzelił śmiertelnie urzędnika chcącego mu przeszkodzić. W niedługim czasie wrócił do Łodzi, gdzie dowiedział się z prasy o procesie związanym z katowickim napadem, w którym oskarżono niewinnych ludzi. Poruszony tym, napisał do gazety list, w którym przyznawał się do napadu na bank. Wysłana wiadomość naprowadziła policję na trop anarchisty.

### Śmierć
2 listopada 1912 Piątek przebywał razem z Bronisławem „Julkiem” Cieślakiem w mieszkaniu zaprzyjaźnionej rodziny Gonarskich przy ul. Dzielnej 78 (dzisiaj ul. Narutowicza). Policja dowiedziawszy się o tym, otoczyła całą okolicę. Mściciele, nie wiedząc o niczym, wysłali dwie córki Gonarskich po jedzenie do sklepu. Te wychodząc ujrzały policję i cofnęły się zaraz do domu informując domowników. Po paru minutach z bramy wyszło trzech mieszkańców kamienicy, którzy udawali zdziwienie całą sytuacją. Jednak dowodzący akcją komendant Mozel postanowił o sprawdzeniu domu. Wchodząc do mieszkania został trafiony strzałem w głowę i zabity. Postrzeleni zostali również inni funkcjonariusze, którzy jednak ranni się wycofali. Piątek oraz Cieślak postanowili natychmiast uciekać, dlatego wybiegli z kamienicy i ostrzeliwując policjantów chcieli utorować sobie drogę. Trafiony jednak w szczękę Piątek upadł na ziemię, a drugiego Mściciela zastrzelono w lasku widzewskim.
Józef Piątek został przewieziony do szpitala, gdzie miał jeszcze zastraszyć stojących przy łóżku funkcjonariuszy ochrany wyjmując spod materaca przypominającą bombę kulkę bandaży. Zmarł 6 listopada 1912.